# Цыкунов, Виталий Викторович
Виталий Викторович Цыкунов (род. 22 января 1987, Семипалатинск, Казахская ССР) — казахстанский легкоатлет, бронзовый призёр Чемпионата Азии — 2009 в Гуанчжоу, бронзовый призёр Азиады — 2010 в Гуанчжоу, победитель Азиатских игр в помещении (Ханой, 2009).
Мастер спорта Республики Казахстан международного класса.

## Лучшие результаты
на открытом воздухе
- 2,20 —  Алма-Ата (02.07.08)
- 2,20 —  Ташкент (22.05.2009)

в помещении
- 2,22 —  Ханой (01.11.2011)

## Личная жизнь
Женат. Имеет четверых детей, дочери Полина и Виктория, сыновья Богдан и Влад.